# Ceratomorpha
Ceratomorpha zijn een onderorde van zoogdieren waarvan de eerste vertegenwoordigers leefden in het Vroeg-Eoceen. Deze onderorde van de onevenhoevigen omvat de tapirs en de neushoorns.

## Ontwikkeling
De tapirs behoren tot de oudste onevenhoevigen. Ze verschenen tegelijk met de Chalicotheriidae en de paarden. Tapirs zijn in 55 miljoen jaar nauwelijks veranderd. Hun lichaamsvorm is helemaal aangepast aan het leven in dichte, tropische bossen, net als die van de Palaeotheriidae. Deze succesvolle aanpassing vindt men ook bij andere niet verwante groepen terug, zoals de pekari's en de capibara's. Hun leefgebied omvatte naast het huidige verspreidingsgebied in de neotropen en Zuidoost-Azië tot het Laat-Pleistoceen, ongeveer 10.000 jaar geleden, ook de warmere delen van Europa en Noord-Amerika.

## Indeling
- † Desmatotherium Scott, 1883
- † Fouchia Emry, 1989
- † Karagalax Maas et al. 2001
- † Pachynolophus Pomel, 1847
- † Selenaletes Radinsky, 1966

Superfamilie Rhinocerotoidea Gray, 1821
- † Amynodontidae Scott & Osborn, 1883
- † Hyrachyidae Osborn, 1892
- † Hyracodontidae Cope, 1879
- † Indricotheriidae Borissiak, 1923
- Rhinocerotidae Gray, 1821 (Neushoorns)

Superfamilie Tapiroidea Gill, 1872
- † Isectolophidae Peterson, 1919
- † Helaletidae Osborn, 1892
- † Lophiodontidae Gill, 1872
- † Deperetelidae Radinsky, 1965
- Tapiridae Gray, 1821